# صالة الأميرة سمية لكرة اليد
صالة الأميرة سمية لكرة اليد وهي صالة لكرة اليد تقع في منطقة مدينة الحسين للشباب، تم وضع بداية حجر الاساس لهذا الصرح في عام 2007 , حفل الافتتاح كان برعاية رئيس اللجنة الأولمبية الأردنية سمو الأمير فيصل بن الحسين، عند الساعة الحادية عشرة من صباح 16 أيار 2016، حفل افتتاح صالة الأميرة سمية بكرة اليد بمدينة الحسين للشباب، ضمن احتفالات المملكة بعيد الاستقلال ومئوية الثورة العربية الكبرى.
وكان إنشاء هذا الصرح الرياضي الكبير، جاء هدية من جلالة الملك عبد الله الثاني ابن الحسين للشباب الرياضي، ويضاف إلى مكارم جلالته التي ساهمت في تطوير الحركة الرياضية والشبابية في الأردن، وصالة الأميرة سمية تعتبر من أهم الانجازات للعبة في الوقت الحاضر، نظرا لأهميتها في تطوير اللعبة، خصوصا وانها تحتوي على المرافق الحيوية التي تساعد الاتحاد والأندية في تقدم وتطوير اللعبة من مختلف المجالات.
وتحتوي صالة الأميرة سمية على ملعب قانوني تم فرشه من قبل الاتحاد بالبساط المخصص للعبة كرة اليد وفق المواصفات القانوينة، وعلى مدرجات تتسع لحوالي 1200 متفرج، وتحتوي أيضا على قاعة كبيرة لغايات الدورات التدريبية والندوات المختلفة، وعلى قاعات وغرف ادارية، إلى جانب القاعات المخصصة للياقة البدنية والقوة، وغرف اللاعبين والحكام والمدربين.
استقبلت الصالة البطولة الآسيوية الخامسة عشرة للشباب التي اقيمت في الفترة من 22 تموز (يوليو) ولغاية 1 آب (أغسطس) 2016، بمشاركة 13 منتخبا.